# Dipo Negoro

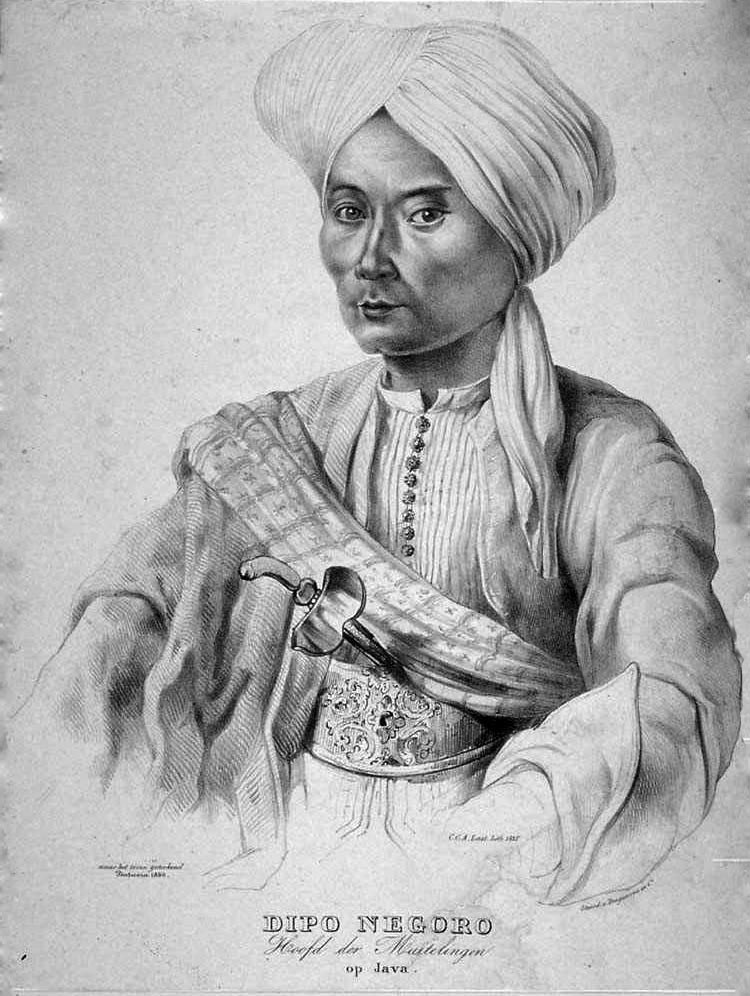
Diponegoro (1835)

Prinz Dipo Negoro (auch Dipanegara oder heute teilweise Diponegoro; * 11. November 1785 in Yogyakarta auf Java; † 8. Januar 1855 in Makassar auf Sulawesi) war ein javanesischer Freiheitskämpfer im Java-Krieg (1825–1830) gegen die niederländische Kolonialmacht.
Prinz Dipo Negoro wurde als ältester Sohn von Sultan Hamengkubuwono III. in Yogyakarta geboren. Nach dem Tod des Sultans wurde er zweimal bei der Thronfolge übergangen. Dipo Negoros ältester Sohn hieß Dipo Koesmo. Sogar seine Feinde zollten Dipo Negoros Charakter Respekt:

“Dipo Negoro is about 46 or 47 years of age. He is of middling stature, and, though his countenance does not seem to announce any thing extraordinary, he has nevertheless manifested during the war a loftiness of character very rare among the Javanese princes of our days. He has given repeated proofs of great courage, firmness, and perseverance; after causing himself to be proclaimed sultan of Materam, he found means to make himself recognized and obeyed as such by the people over whom he exercised, till his downfall, an absolute religious and political authority. His courage was not broken by adversity. When abandoned by nearly all his partisans, his oldest friends, and even by his family, dragging on a miserable existence in deserts, destitute of even the most common necessaries of life, harassed, pursued, chased without ceasing by our troops, he lost none of his natural firmness, and haughtily rejected every proposal to submit.”

„Dipo Negoro ist etwa 46 oder 47 Jahre alt. Er ist von mittlerer Statur, und obwohl sein Antlitz nichts Außergewöhnliches zu verkünden scheint, hat er während des Krieges dennoch eine Erhabenheit des Charakters bewiesen, die unter den heutigen javanischen Fürsten sehr selten ist. Er hat wiederholt Beweise für großen Mut, Standhaftigkeit und Durchhaltevermögen abgelegt; nachdem er sich zum Sultan von Materam ausrufen ließ, fand er Mittel und Wege, dass die Menschen ihn anerkannten und ihm gehorchten. Bis zu seinem Untergang stellte er eine absolute religiöse und politische Autorität dar. Sein Mut wurde durch Widrigkeiten nicht gebrochen. Als er von fast allen seinen Anhängern, seinen ältesten Freunden und sogar von seiner Familie im Stich gelassen wurde, ein erbärmliches Leben in der Wüste fristen musste, bar der lebensnotwendigsten Dinge, und von unseren Truppen ohne Unterlass drangsaliert, verfolgt und gejagt wurde, verlor er nichts von seiner natürlichen Standhaftigkeit und lehnte stolz jeden Vorschlag zur Unterwerfung ab.“

Nach diversen unpopulären Maßnahmen der niederländischen Kolonialmacht, darunter Steuererhöhungen, begann Dipo Negoro, der den javanesischen Adel hinter sich wusste, einen Guerillakrieg gegen die Kolonialherren.
Im Juli 1825 brachen auf Java „bedeutende Unruhen“ aus, nachdem sich „Fürst Dipo Negoro […] öffentlich gegen die niederländische Regierung aufgelehnt“ hatte. Sein Name wird auch im Zusammenhang mit Aufständen der Jahre 1826 und 1827 erwähnt. Zu dieser Zeit wurde er bereits als Anführer der Aufständischen („Haupt-Empörer“) bezeichnet. 1828 wurde er in einem Scharmützel verwundet.
Obwohl seine Kämpfer anfangs durchweg die Oberhand behielten, geriet er später ins Hintertreffen, auch weil er immer mehr die Unterstützung in den eigenen Reihen verlor. Nach Verhandlungen mit den Niederländern wurde er von diesen 1830 als Staatsgefangener auf die Insel Sulawesi verbannt, zuerst nach Manado und zuletzt nach Makassar, wo er 1855 starb. Er gilt als einer der bekanntesten Nationalhelden von Indonesien.
Die Kriege gegen Dipo Negoro haben die Niederländer schätzungsweise 16.000 Soldaten (davon die Hälfte Europäer) sowie 25 Millionen Gulden gekostet.
Noch im Jahre 1912 mussten Dipo Negoros Nachkommen im Exil auf der Insel Amboina leben.
Seine autobiografische Chronik, die Babad Diponegoro, wurde im Jahr 2013 zum Weltdokumentenerbe erklärt. Nach ihm ist die Universität Diponegoro (UNDIP) in Semarang benannt.